# Drago Kocakov
Drago Kocakov (Vukovar, 15. kolovoza 1908. – Zagreb, 30. listopada 1977.), hrvatski umjetnik i ekonomist.

## Životopis

### Počeci
Njegova majka Maria Pivonka bila je žena naprednih vidika i velike kulture, te je poticala svoju djecu da se bave aktivnostima kojima će oplemeniti svoj duh i steknuti bogato opće obrazovanje. Ubrzo je Drago Kocakov pokazao (zbog prvih poduka, koje mu je dala majka) izniman smisao i interes za glazbu, što je nagnalo njegove roditelje da mu omoguće poduke kod profesionalnih glazbenika. Kada je krenuo u srednju školu, započeo je i privatne poduke iz crtanja i slikanja kod slikara i grafičara Dragutina Renarića (1872. – 1944.), te je kao njegov učenik kroz nekoliko godina ovladao sve klasične tehnike.

### Razdoblje od 1926. do kraja II. svjetskoga rata
1926. godine, sa solidnim znanjem sviranja violine i klavira, odlazi u glavni grad Zagreb, na studij ekonomije (nije poznato što stoji iza te njegove odlukle). Kako bi mogao financirati studij i egzistencijalne potrepštine, zarađivao je svirajući po kavanama i sličnim radnjama, u kojima se odvijao društveni život buržoazije. Povezao se s glazbenicima koji su svirali u nekima od mnogih komornih sastava koji su u to vrijeme djelovali u Zagrebu i svirali na gažama po salonima bogatih stanova i kuća, privatnim poslovnim prostorima, a nešto manje i javnim mjestima, i pridružio im se. Kocakovovoj samozatajnoj naravi takvo je diskretno okružje najbolje odgovaralo. Usporedno sa studijem ekonomije i profesionalnim bavljenjem glazbom, polazio je privatne poduke skladanja te usavršavanja u violini kod nekoliko kompozitora i violinista (Ladislav Miranov, Rudolf Matz, Milan Tarbuk, Tihomil Vidošić, Miroslav Miletić, itd.) s kojima je bio prijatelj, no najviše je naučio kao samouk marljivo proučavajući partiture glazbenih vrsta unutar klasične tradicije, slično kao i Dora Pejačević.
Neki naslovi koje je svirao kao solist: A. Vivaldi – Koncert za violinu i soliste 'Quattro stagioni'; M. Bruch – Koncert za violinu Op. 26; L. van Beethoven – Koncert za violinu u D-duru Op. 61; F. Mendelssohn – Koncert za violinu u E-duru Op. 64; L. van Beethoven: Sonate za violinu i klavir Op.30 No.2, Op. 23 No. 4, Op. 47 No. 9 'Kreutzer', Op. 12 No. 2 ; F. Mazas - Etudes melodiques pour Violon Op. 36., ..

Najviše je ipak djelovao kao član komornog sastava. Osobito je volio svirati i sudjelovao je u brojnim izvedbama kompozicija Antonína Dvořáka.
 
1931. godine Kocakov je završio studij ekonomije i otišao na neko vrijeme živjeti u Prag, rodni grad svoje majke, gdje je znatno proširio svoje glazbene spoznaje. Po svom povratku u Zagreb pa sve do pred kraj rata provodio je mnogo vremena sa svojim prijateljima iz studentskih dana. (U jednoj od 'avantura' išli su na otok Rab (isola d'Arbe) i kampirali u drevnoj šumi Kalifront u šatorima, na čuđenje mještana koji nikada prije nisu vidjeli takvo što!).
Povremeno Kocakov se aktivno bavi i umjetničkom fotografiom, te je ostvario više albuma fotografija s putovanja sa svojom prijateljskom družinom. (npr. album s o. Raba). Također je vodio uzbudljive dnevničke zapise na svim tim putovanjima. Govorio je nekoliko jezika (poliglot).

### Razdoblje nakon II. svjetskoga rata
Nakon drugoga svjetskoga rata i uspostave komunističke Jugoslavije nova društvena klima u Zagrebu nije tolerirala stari buržoazijski sistem, a Kocakov je instaliran na mjesto direktora jednog novoosnovanog poduzeća. Otada se njegova djelatnost kao reproduktivnog glazbenika svodi na prijateljska okupljanja ljubitelja glazbe koji su se međusobno ugošćivali i zajedno svirali (a u kasnijim godinama povremeno je svirao u simfonijskome orkestru škole Pavao Markovac).

Od 1950-ih godina Kocakov je počeo trpjeti poteškoće sa zdravljem, koje su se negativno odrazile na njegove sviralačke sposobnosti. Stoga se aktivnije uključio u ekonomsku djelatnost, s mnogo uspjeha. U ovoj drugoj fazi svoga života, postao je više introvertiran i posvećen stvaralaštvu. Volio je boraviti u prirodi i upijati njene meditativne vibracije. Pritom je proučavao biljne vrste i promatrao ptice i leptire, slikao je i fotografirao. Na svojim izletima vodio je živopisne dnevničke zapise. O svome slikarstvu Drago Kocakov jednom prilikom (1973. godine) je izjavio: Uživam radeći. Kad napravim nešto, onda to darujem prijateljima ili sačuvam. te Tražim svoj stil, svoju boju, svoj rukopis. U tome se još nisam odredio . U opusu ovog slikara nenametljive palete, pune mirnih tonova, uočljivi su razni likovni utjecaji, ali uglavnom prevladava realističan izraz i specifična osobitost koja ujedinjuje sve njegove slike: osjećaj za prirodu i ljubav prema čovjeku, životu i predmetima, važnim i beznačajnim, koji nas okružuju.
U cijelom razdoblju do kraja života radio je na ekonomici istraživanja nafte i plina kao ekonomist-pionir u tom znanstvenom području. Radio je u Institutu za naftu na ekonomici istraživanja nafte i plina, te je radio na prvim elaboratima o isplativosti uvođenja prirodnog plina u Socijalističku republiku Hrvatsku. Napisao je niz stručnih publikacija na tom području znanosti, prvih te vrste u Jugoslaviji, od kojih su mnoge i danas aktualne.
Sve do svoje smrti aktivno zalazi u prirodu, koja je ostala njegov pouzdani izvor mira i nadahnuća. Ostavio je za sobom bogatu zbirku crteža, ulja i akvarela, te rukopise vlastitih i tiskana izdanja tuđih skladba, od kojih su mnoge nažalost bačene iz neznanja, ili zbog selidbi ostavljene, i nepovratno izgubljene.
1978. godine 'JAZU' i 'INA' priredili su retrospektivnu izložbu njemu u čast.